# Coupe de la Ligue écossaise de football 2010-2011
Navigation
2009-2010 2011-2012
La Coupe de la Ligue écossaise de football 2010-2011 est la 65e épreuve de la compétition. Elle est aussi nommée, pour des raisons de sponsoring, « Co-operative Insurance Cup ». Elle met aux prises 42 équipes professionnelles d'Écosse. Le tenant du titre est le club des Rangers, vainqueur de Saint Mirren 1–0 le 21 mars 2010.
Deux clubs de la Scottish Premier League entrent dans la compétition dès le premier tour.

## Calendrier
| Tour             | Date                     | Nombre de matchs | Clubs   |
| ---------------- | ------------------------ | ---------------- | ------- |
| Premier tour     | 31 juillet-1er août 2010 | 15               | 30 → 15 |
| Deuxième tour    | 24-25 août 2010          | 11               | 22 → 11 |
| Troisième tour   | 21-22 septembre 2010     | 8                | 16 → 80 |
| Quarts de finale | 26-27 octobre 2010       | 4                | 8 → 4   |
| Demi-finales     | 29-30 janvier 2011       | 2                | 4 → 2   |
| Finale           | 20 mars 2011             | 1                | 2 → 1   |

## Premier tour
| Club                                       | Résultat | Club            | Heure |
| ------------------------------------------ | -------- | --------------- | ----- |
| Albion Rovers                              | 0-1      | Airdrie United  | 15 h  |
| Annan Athletic                             | 0-1      | Partick Thistle | 15 h  |
| Clyde                                      | 2-1      | Cowdenbeath     | 15 h  |
| Dundee                                     | 3-0      | Montrose        | 15 h  |
| Dunfermline                                | 5-2      | Arbroath        | 15 h  |
| Elgin City                                 | 2-2      | Ayr United      | 15 h  |
| Elgin City s’impose 3-2 après prolongation |          |                 |       |
| Inverness CT                               | 3-0      | Queen's Park    | 15 h  |
| Peterhead                                  | 1-0      | Berwick         | 15 h  |
| Queen of South                             | 5-1      | Dumbarton       | 15 h  |
| Raith Rovers                               | 4-1      | East Fife       | 15 h  |
| Ross County                                | 2-1      | Livingston      | 15 h  |
| Stenhousemuir                              | 1-3      | Brechin City    | 15 h  |
| Stirling                                   | 1-2      | Forfar          | 15 h  |
| Stranraer                                  | 1-7      | Greenock Morton | 15 h  |
| East Stirling                              | 1-2      | Alloa AFC       | 15 h  |

## Deuxième tour
| Club                                      | Résultat | Club                | Heure   |
| ----------------------------------------- | -------- | ------------------- | ------- |
| Alloa AFC                                 | 0-3      | Aberdeen            | 19 h 45 |
| Brechin City                              | 2-2      | Dundee              | 19 h 45 |
| Brechin City s’impose 3-1 aux tirs au but |          |                     |         |
| Dunfermline                               | 3-2      | Clyde               | 19 h 45 |
| Heart of Midlothian                       | 4-0      | Elgin City          | 19 h 45 |
| Partick Thistle                           | 0-1      | Falkirk             | 19 h 45 |
| Raith Rovers                              | 1-0      | Hamilton Academical | 19 h 45 |
| Saint Johnstone                           | 2-0      | Greenock Morton     | 19 h 45 |
| Inverness CT                              | 3-0      | Peterhead           | 19 h 45 |
| Kilmarnock                                | 6-2      | Airdrie United      | 19 h 45 |
| Queen of South                            | 4-1      | Forfar              | 19 h 45 |
| Ross County                               | 3-3      | Saint Mirren        | 19 h 45 |
| Ross County s’impose 4-3 aux tirs au but  |          |                     |         |

## Troisième tour
| Club                                          | Résultat | Club                | Heure   |
| --------------------------------------------- | -------- | ------------------- | ------- |
| Aberdeen                                      | 3-2      | Raith Rovers        | 19 h 45 |
| Brechin City                                  | 0-2      | Motherwell          | 19 h 45 |
| Celtic                                        | 6-0      | Inverness CT        | 19 h 45 |
| Falkirk                                       | 4-3      | Heart of Midlothian | 19 h 45 |
| Kilmarnock                                    | 3-1      | Hibernian           | 19 h 45 |
| Rangers                                       | 7-2      | Dunfermline         | 19 h 45 |
| Ross County                                   | 1-1      | Dundee United       | 19 h 45 |
| Dundee United s’impose 2-1 après prolongation |          |                     |         |
| Saint Johnstone                               | 3-0      | Queen of South      | 19 h 45 |

## Quarts de finale
| Club            | Résultat | Club          |
| --------------- | -------- | ------------- |
| Aberdeen        | 2-1      | Falkirk       |
| Saint Johnstone | 2-3      | Celtic        |
| Motherwell      | 1-0      | Dundee United |
| Kilmarnock      | 0-2      | Rangers       |

## Demi-finales
| Club     | Résultat | Club       | Heure |
| -------- | -------- | ---------- | ----- |
| Aberdeen | 1 - 4    | Celtic     | 15 h  |
| Rangers  | 2 - 1    | Motherwell | 15 h  |

## Finale
| 20 mars 2011 | Celtic     | 1-2 (a.p.) | Rangers                 |                                                |                                                |
| 15 h         | Ledley 31e | (1-1)      | 24e Davis · 98e Jelavić | Spectateurs : 51 181 Arbitrage : Craig Thomson | Spectateurs : 51 181 Arbitrage : Craig Thomson |
| 15 h         | (Rapport)  |            |                         | Spectateurs : 51 181 Arbitrage : Craig Thomson | Spectateurs : 51 181 Arbitrage : Craig Thomson |